# Dickson megye
Dickson megye az Amerikai Egyesült Államokban, azon belül Tennessee államban található. Megyeszékhelye Charlotte, legnagyobb városa Dickson. Lakosainak száma 54 315 fő (2020. április 1.). Dickson megye Montgomery, Cheatham, Williamson, Hickman, Humphreys és Houston megyékkel határos.

## Népesség
A megye népességének változása:
| Lakosok száma | 49 711 | 50 009 | 50 265 | 50 266 | 51 487 | 54 315 |
|               | 2010   | 2011   | 2012   | 2013   | 2015   | 2020   |